# Barringtonia pendula
Barringtonia pendula är en tvåhjärtbladig växtart som beskrevs av Wilhelm Sulpiz Kurz. Barringtonia pendula ingår i släktet Barringtonia och familjen Lecythidaceae. Inga underarter finns listade i Catalogue of Life.